# Euston Road School

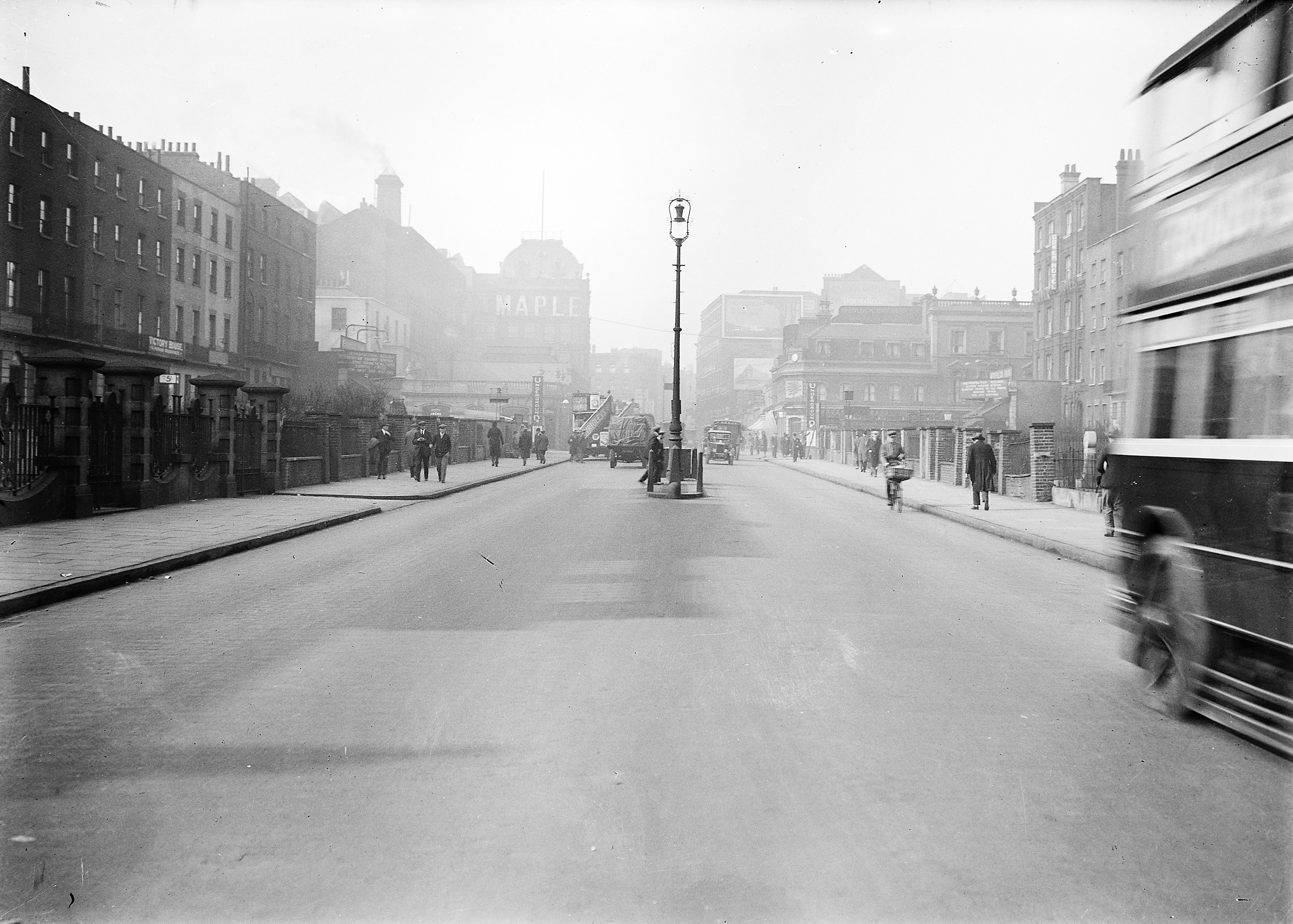
Die namensgebende Euston Road in Central London (historische Aufnahme).

Euston Road School bezieht sich als kunsthistorischer Terminus auf eine Gruppe von britischen Malern, die an der 1937 von William Coldstream, Victor Pasmore und Claude Rogers gegründeten London School of Drawing and Painting  unterrichteten oder studierten. 1938 zog die Schule von ihrem ursprünglichen Standort in der Fitzroy Street in die nahe gelegene Euston Road um, die der Gruppe und dem mit ihr assoziierten (spät)impressionistisch-realistischen Malstil den Namen gab. Bereits Ende 1939, nach anderen Quellen Anfang 1940, erfolgte infolge des Kriegseintritts Großbritanniens die vorzeitige Schließung der Schule.

## Gründung und Ausrichtung
Coldstream und Rogers sowie der ebenfalls an der Schule unterrichtende Rodrigo Moynihan hatten sich bereits Ende der 1920er Jahre während ihres Studiums an der Slade School of Art kennen gelernt und deren stark an akademistischen Traditionen ausgerichtete Unterrichtsinhalte und -methoden als „überholt“
wahrgenommen.
Gemeinsam war ihnen zum Zeitpunkt der Gründung der London School of Drawing and Painting jedoch auch eine skeptische Haltung gegenüber den Strömungen der kontinentaleuropäischen Avantgarde (Abstrakte Malerei, Surrealismus), in denen sie sich in den frühen 1930ern zum Teil selbst mehr oder weniger erfolgreich versucht hatten. Coldstream, Moynihan und Pasmore etwa hatten im Jahr 1934 an einer von dem Londoner Galeristen Anton Zemmer ausgerichteten Gruppenausstellung unter dem Titel Objective Abstraction teilgenommen.
An der kunsttheoretischen Ausrichtung und der gesellschaftspolitischen Positionierung der London School of Drawing and Painting als Schule eines „sozialen Realismus“ („social realism“) hatte auch der im Jahr 1938 hinzugestoßene, aus Südafrika stammende Graham Bell maßgeblichen Anteil. Zu Studienzwecken unternahmen Bell und Coldstream Reisen ins England der Arbeiterschaft, unter anderem in die nordwestenglische Industriestadt Bolton, wo sie Fabriksgebäude und Arbeiterwohnviertel malten. Gewissermaßen als Gegenmodell zum als elitär-ästhetizistisch empfundenen Avantgardismus der Zeit wollten Coldstream, Bell und Rogers einen mehr oder weniger strikten und dennoch malerischen Naturalismus etablieren, der die alltägliche Lebensrealität der „Commoners“, des einfachen Volkes, etwa in den Vorstädten Londons, wahrhaftig darzustellen vermochte. Auf diesem Wege hofften sie, auch der bildenden Kunst als Ganzes neue gesellschaftliche Relevanz und Akzeptanz zu verschaffen. Coldstream sollte das Label des „social realism“ und die mit ihm verbundenen, kaum zu erfüllenden Ansprüche später von sich weisen.
In der Theorie war der kunstpädagogische Ansatz der Euston Road School wesentlich liberaler und fortschrittlicher als der an den offiziellen Kunstschulen – an der Slade School of Art, den Royal Academy Schools und am Royal College of Art – verfolgte, ausdrücklich wurde mit den Lehrtraditionen des Akademismus gebrochen. Auch verfügte die Schule über kein formales Curriculum, es gab keinerlei die künstlerische Praxis didaktisch begleitenden oder theoretisch vertiefenden Unterricht.
In der künstlerischen Praxis selbst, auf die sich die Lehre also beschränkte, wurde an der London School of Drawing and Painting größter Wert auf das Schärfen der Wahrnehmung durch die Arbeit direkt vor dem Modell gelegt. Wenngleich ausdrücklich kein bestimmter Stil gelehrt wurde, zeitigte die dominante Präsenz des Lehrpersonals – Coldstream wurde von vielen als ein primus inter pares unter den Unterrichtenden wahrgenommen – doch stilbildende Wirkung, die durch die Anwesenheit namhafter Gastlektoren wie Vanessa Bell und Duncan Grant noch verstärkt wurde: Farbigkeit und Tonwerte wurden durch behutsame Annäherung in impressionistischer Manier realistisch und zugleich betont malerisch wiedergegeben, jede Abkürzung des Malvorgangs war verpönt.
Der Wiedererkennungswert vieler repräsentativer Gemälde der Euston Road School mit ihrer erdigen Farbigkeit und ihrer kontrastarmen Tonalität besteht aber vor allem in der in ihnen verwirklichten realistischen Wiedergabe einer ganz spezifischen atmosphärischen Düsternis, die als charakteristisch sowohl für das urbane England an sich als auch für die Epoche ihrer Entstehung gesehen werden kann: tiefe Himmel, regennasse Straßen, graue Fassaden, geduckte Gestalten, schwach beleuchtete Interieurs. Das England dieser Bilder der Jahre 1938 und 1939 war ein Land am Vorabend der Weltkriegskatastrophe.
Die Euston Road School wurde in den wenigen Jahren ihres Bestehens unter anderem von Lawrence Gowing, Peter Lanyon, Vivien John und Thelma Hulbert sowie – sporadisch – auch von den Literaten Adrian Stokes und Stephen Spender besucht.

## Nachwirkung
In der unmittelbaren Nachkriegszeit bis ins Jahr 1949 traten die aus dem Krieg heimgekehrten Maler der London School of Drawing and Painting – Graham Bell war als Mitglied der RAF im Jahr 1943 bei einem Übungsflug zu Tode gekommen – im Rahmen von Gemeinschaftsausstellungen noch einige Male unter dem Namen Euston Road School als Gruppe mit gemeinsamem Programm auf.
An der Camberwell School of Art kam es 1945 zu einer „Wiedervereinigung“ einiger Unterrichtender und Schüler, dort und an der Slade School of Art wurde der Malstil der Schule von Coldstream, Rogers und Gowing – Pasmore hatte sich als ein Abtrünniger für den Weg in die Abstraktion entschieden – in leicht modifizierter Form bis in die 1960er Jahre hinein weiterunterrichtet und während dieser Zeit von vielen als der an den Londoner Kunstschulen dominierende gegenständliche Malstil wahrgenommen.